# Cyathea truncata
Cyathea truncata är en ormbunkeart som först beskrevs av Brackenr., och fick sitt nu gällande namn av Edwin Bingham Copeland. Cyathea truncata ingår i släktet Cyathea och familjen Cyatheaceae. Inga underarter finns listade.